# Piñana
Piñana es un despoblado del municipio español de Castillonroy, perteneciente a la provincia de Huesca, en la comunidad autónoma de Aragón.

## Historia
Antiguo pueblo que quedó abandonado en la guerra de sucesión, a mediados del siglo XIX era una pardina que tenía contabilizada una población de 12 habitantes. Aparece descrita en el decimotercer volumen del Diccionario geográfico-estadístico-histórico de España y sus posesiones de Ultramar de Pascual Madoz de la siguiente manera:

PIÑANA: pardina en la prov. de Huesca, part. jud. de Tamarite. sit. en su mayor parte en terreno montuoso á la inmediación del r. Noguera Rivagorzana; su clima frio, propenso á calenturas intermitentes. Tiene una casa y 2 ermitas dedicadas á San Salvador y á Sta. Ana, inpendientes en lo ecl. de Andaní. Confina por N. con Valdellon y Boix; E. Hars y Os (prov. de Lérida); S. Andaní y Alfarras en la misma prov., y O. Castillonroig y Albelda: el terreno es bastante montuoso, con 400 yuntas de secano destinado á pasto y 130 de regadio con las aguas del r. Noguera: tiene algun plantio de álamos, árboles frutales y matas bajas, y un soto de 23 yuntas y diferentes canteras de piedra blanca campanil: le cruzan los caminos que dirigen á Lérida, Baldellon y Castillonroy. prod. trigo, cáñamo, legumbres; frutas; cria ganado lanar; caza de perdices y pesca de barbos. pobl.: 2 vec., 12 alm. contr.: 637 rs. 24 mrs.
Antiguamente existió en dicha pardina un pueblo con la misma denominacion con cura y ayunt., sit. en el centro y á la cumbre de una de sus montañas contiguas al r., cuyo pueblo se perdió en las guerras de sucesión, y su térm. recayó en el marqués de Alfarraz, su actual poseedor, quien hasta tanto que dicho pueblo volviese á tener ayunt. y cura concedió á los vec. de Alfarraz y Andaní el derecho de pacer en aquel monte sus caballerías y ganado grueso, y el de hacer leña para su consumo y el de sus hornos , en cuya posesion se hallan.
(Madoz, 1849, p. 44)

En 2024 la entidad singular de Piñana, perteneciente al municipio de Castillonroy, tenía empadronados 0 habitantes.